# Partit Progressista Liberal
Partit Progressista Liberal (PPL) fou un partit polític de centredreta, fundat el 1977 i dirigit per Juan García de Madariaga i Jaime Santafé Mira. A les eleccions generals espanyoles de 1977 es va presentar dins la coalició UCD. El 1978 es va fusionar amb Acció Ciutadana Liberal.